# Thamnophis scaliger
Thamnophis scaliger är en ormart som beskrevs av Jan 1863. Thamnophis scaliger ingår i släktet strumpebandssnokar, och familjen snokar. Inga underarter finns listade i Catalogue of Life.
Denna orm förekommer med flera från varandra skilda populationer i centrala Mexiko. Arten lever i bergstrakter mellan 2300 och 3000 meter över havet. Thamnophis scaliger vistas nära vattendrag i buskskogar, trädgrupper med ekar och gräsmarker. Den besöker även jordbruks- och betesmarker. Honor lägger inga ägg utan föder levande ungar.
Landskapets omvandling till intensivt brukat jordbruksmark hotar beståndet. Thamnophis scaliger är allmänt sällsynt. IUCN kategoriserar arten globalt som sårbar.